# Žaliosios kaimo apylinkės
Žaliosios kaimo apylinkės este o arie protejată (arie specială de conservare — SAC, sit de importanță comunitară — SCI) din Lituania întinsă pe o suprafață de 37,74 ha, integral pe uscat.

## Localizare
Centrul sitului Žaliosios kaimo apylinkės este situat la coordonatele 54°31′26″N 24°38′54″E / 54.5239°N 24.6483°E.

## Înființare
Situl Žaliosios kaimo apylinkės a fost declarat sit de importanță comunitară în septembrie 2008 pentru a proteja 3 specii de animale. Situl a fost protejat și ca arie specială de conservare în octombrie 2020.

## Biodiversitate
Situată în ecoregiunea boreală, aria protejată conține 7 habitate naturale: Izvoare fino-scandinave și mlaștini produse de izvoare bogate în minerale, Taiga vestică, Păduri caducifoliate bătrâne naturale hemiboreale fino-scandinave (Quercus, Tilia, Acer, Fraxinus sau Ulmus) bogate în specii epifite, Păduri fino-scandinave bogate în ierburi cu Picea abies, Păduri caducifoliate de mlaștină fino-scandinave, Păduri pe pante, grohotișuri și ravene de Tilio-Acerion, Păduri aluvionare cu Alnus glutinosa și Fraxinus excelsior (Alno-Padion, Alnion incanae, Salicion albae).
La baza desemnării sitului se află mai multe specii protejate:
- mamifere (1): vidră de râu (Lutra lutra)
- nevertebrate (2): Cucujus cinnaberinus, Osmoderma eremita

Pe lângă speciile protejate, pe teritoriul sitului au mai fost identificate 1 specie de păsări.